# Enrique Gutiérrez y Simón
Enrique Gutiérrez y Simón (Madrid, 24 de julio de 1933-Madrid, 2 de abril de 2020) fue un periodista, abogado, escritor, director y productor cinematográfico. En 1962 produjo el primer largometraje colombiano en color, ganando el premio a la Mejor Producción en el Festival de Cine Latinoamericano de Nueva York. Como periodista en Colombia trabajó para El Correo y El Colombiano, de Medellín, El País, Occidente y El Pueblo, de Cali.

## Biografía
Nació en Madrid, España, el 24 de julio de 1933. Su padre: Florentino Gutiérrez Solís, Encargado General de una empresa de Transportes. Su madre: María Simón González, dedicada a sus labores.
Estudió en la Escuela de Orientación Profesional Santa Cristina. Ingresó en 1951 en la Escuela Nacional de Artes Gráficas de Madrid especializándose en Fotografía y recibiendo cinco premios. Fue admitido como socio de número en la Real Sociedad Fotográfica de Madrid, colaborando en su Boletín mensual.
En la Escuela Nacional de Artes Gráficas conoció al pintor y escritor colombiano Pedro Restrepo Peláez que lo relacionó con importantes personajes de la colonia colombiana en Madrid, como Gilberto Alzate Avendaño, embajador de Colombia, al poeta Eduardo Carranza y a los cantantes Carlos Julio Ramírez y Régulo Ramírez, el también pintor Antonio Valencia y otros artistas iberoamericanos.
Restrepo Peláez le invitó a viajar a Colombia en 1957 tras la caída del poder del general Gustavo Rojas Pinilla. Por su intermedio, entró a trabajar como reportero gráfico en el periódico El Correo de la ciudad de Medellín. Empleando cámaras de 35 mm y flash electrónico, lo cual le permitió realizar fotos en secuencia, una verdadera revolución técnica en aquel momento para el periódico y toda la prensa escrita de la época, que usaban todavía cámaras Speed Graphic, de placa grande.
En 1960 se asoció y fue nombrado director técnico de la productora cinematográfica Colombia National Films (C.N.F.) de Medellín, de la que ya formaban parte el alemán Alejandro Kerk y la antioqueña Felisa Ochoa. Colaboró en la realización de una serie de cortometrajes argumentales de tipo promocional para empresas como Fabricato e Icollantas. Participó como Productor Ejecutivo en todas las películas de la empresa, entre ellas, Contrabando de pasiones (1961), el mediometraje Antioquia crisol de libertad (1962), dirigida por Alejandro Kerk, en la que además desempeñó como actor el papel del sacerdote conspirador. La película tuvo un relativo éxito de crítica pero con escasas posibilidades de explotación comercial debido a su metraje. Por su sólida experiencia como fotógrafo, obtuvo en Estados Unidos la concesión del material fotográfico y cinematográfico de la marca ANSCO para la productora C.N.F. y para toda Sudamérica.
Impresionado con la lectura de la novela Chambú del escritor Guillermo Edmundo Chávez, propuso a la C.N.F. la realización de la película y comprar los derechos al autor. Se rodó en 35 mm y en blanco y negro y, como siempre, realizó la producción ejecutiva, además de rodar en 16 mm y color Ansco, aspectos de las populares fiestas de Pasto “de Blancos y Negros”, que luego incorporaría al documental a color Las lajas, un milagro de Dios sobre el abismo, acerca del famoso santuario en Ipiales, Nariño. Usando película Ansco Reversible, revelada en los mismos laboratorios de C.N.F. La película más importante que realizó la empresa, que representó un hito en la historia del cine colombiano fue, San Andrés, Isla de ensueño, dirigida por Alejandro Kerk, la primera película colombiana de largometraje profesional en color y 35 mm, realizada en 1962, en la cual desempeño, como siempre la producción ejecutiva, la fotografía y el manejo de cámara; ganando el Premio a la Mejor Producción en el Festival Internacional de Cine Latinoamericano de Nueva York. La película estaba protagonizada por su amigo el cantante Régulo Ramírez, autor a su vez de varias de las canciones. A pesar de que C.N.F. tenía la representación de la película Ansco Color, se empleó Kodakcolor negativo para rodar el filme ya que Ansco, sólo producía película de 16 mm. Al no haber en el entorno laboratorios de color de 35 mm. se tuvo que rodar toda la película sin verificar resultados, así que, los rollos sin revelar de San Andrés, Isla de ensueño y los revelados de Chambú, los llevó a España el director Kerk para su edición. Pero Kerk nunca regresó y no pudieron ser exhibidos en el país en aquella época.
Esperando la llegada de Kerk con las dos películas, quien terminaría vendiéndolas en Europa y usufructuando los beneficios, Gutiérrez quedó al frente y con toda la responsabilidad de la empresa ante los inversionistas por los estrenos que nunca llegaron. Ese mismo año realizó en 16 mm Ansco, el rodaje de las Jornadas universitarias de la Universidad de Antioquia, que se reveló en los laboratorios de la empresa y se vendió a la Universidad. Pero el gobierno cerró las importaciones y eso restringió la adquisición de la película Ansco. Frente a ese sombrío panorama, los socios llegaron a la conclusión que Kerk jamás regresaría y decidieron cerrar definitivamente la C.N.F.
Al poco tiempo fundo en Medellín junto con el argentino Humberto Vilches Vera y el escritor colombiano Efraín Arce Aragón, el Círculo Cinematográfico Colombiano, iniciando la filmación de la película Entre risas y máscaras, con guion del propio Arce Aragón, en 16 mm. blanco y negro, pero nunca se terminó.
Gutiérrez retornó a su vieja profesión de Artes gráficas trabajando en la imprenta Gráficas Vallejo y, en 1964 hizo sociedad con su dueño, Conrado Vallejo. Fue enviado a fundar una sucursal en Cali pero la empresa no prosperó. Se asoció con Germán Isaza quien poseía la imprenta Editorial ABC y juntos fundaron Editora Polycolor que luego ampliaron al fusionarla con ABC. Se incorporó al Ateneo de Santiago de Cali organizando cursos de fotografía y cine fórums donde presentó entre otros, al mítico cineasta español Máximo Calvo, pionero del cine colombiano y director de María, la primera cinta de largometraje producida en el país que tuvo un gran éxito comercial.
En 1972 inició estudios de derecho en la Universidad San Buenaventura, donde fundó el departamento de publicaciones y se vio forzado a vender la imprenta ABC para dedicarse de lleno a la Universidad como directivo y como alumno los siguientes 5 años. Tras graduarse en 1977 abrió su despacho de abogados. Poco después murió su amigo Régulo Ramírez y se organizó en Cali un homenaje póstumo en beneficio de su viuda, proyectando por primera vez en Colombia en el viejo Autocine El Limonar, la desaparecida cinta San Andrés, Isla de ensueño, que había sido descubierta tiempo atrás por el propio Ramírez en Chile.
Posteriormente Gutiérrez fundó y se desempeñó como gerente general de la empresa cinematográfica Tacueyó Filmes, que produjo las películas El lado oscuro del nevado y Algo va de Pedro a Pedro. Esta última dirigida por él y con Hernando González en la cámara, de tema militar y con la total colaboración del Ejército en Buga. También fundo la Productora Cinematográfica de Occidente, junto con el doctor Harold López Méndez, una empresa con la cual realizó la dirección técnica de dos mediometrajes, El silencio tiene caminos y La balada de una moto. Esta última película, con San Andrés, Isla de Ensueño y varias otras, reposan hoy en el archivo del Patrimonio Fílmico Colombiano, en Bogotá, institución a la que él cedió los filmes.
En 1985 el productor regreso de forma definitiva a su nativa España, donde trabajó fugazmente como abogado y luego dirigió varias empresas de Artes Gráficas hasta su jubilación, Durante toda su vida, alternó todas sus actividades con colaboraciones en varios periódicos, como articulista y corresponsal. Una vez jubilado, se dedicó de lleno al Grupo Cultural ACOA, donde desde su Junta Directiva, organiza eventos e imparte clases de fotografía e informática de forma gratuita. También ha hecho incursiones en la literatura, siendo coautor de Lo que la hermana de la Princesa se llevó a la tumba, y autor de Marina y Floro. Cuento de amor y de guerra, elegido entre los relatos mejor valorados en marzo de 2014 en la web de «Entre escritores»; y mantenía un blog personal titulado Apuntes al vuelo.

## Obra cinematográfica
- Contrabando de pasiones.
- Antioquia Crisol de Libertad.
- Chambú.
- Entre risas y máscaras.
- Isla de ensueño.
- Un milagro de Dios sobre el abismo.
- El lado oscuro del Nevado.
- Algo va de Pedro a Pedro.
- La balada de una moto.
- El silencio tiene caminos.

## Obra literaria
- Lo que la hermana de la Princesa se llevó a la tumba: El libro más respetuoso de Érika Ortiz.
- Marina y Floro. Cuento de amor y de guerra.